# Rebelião

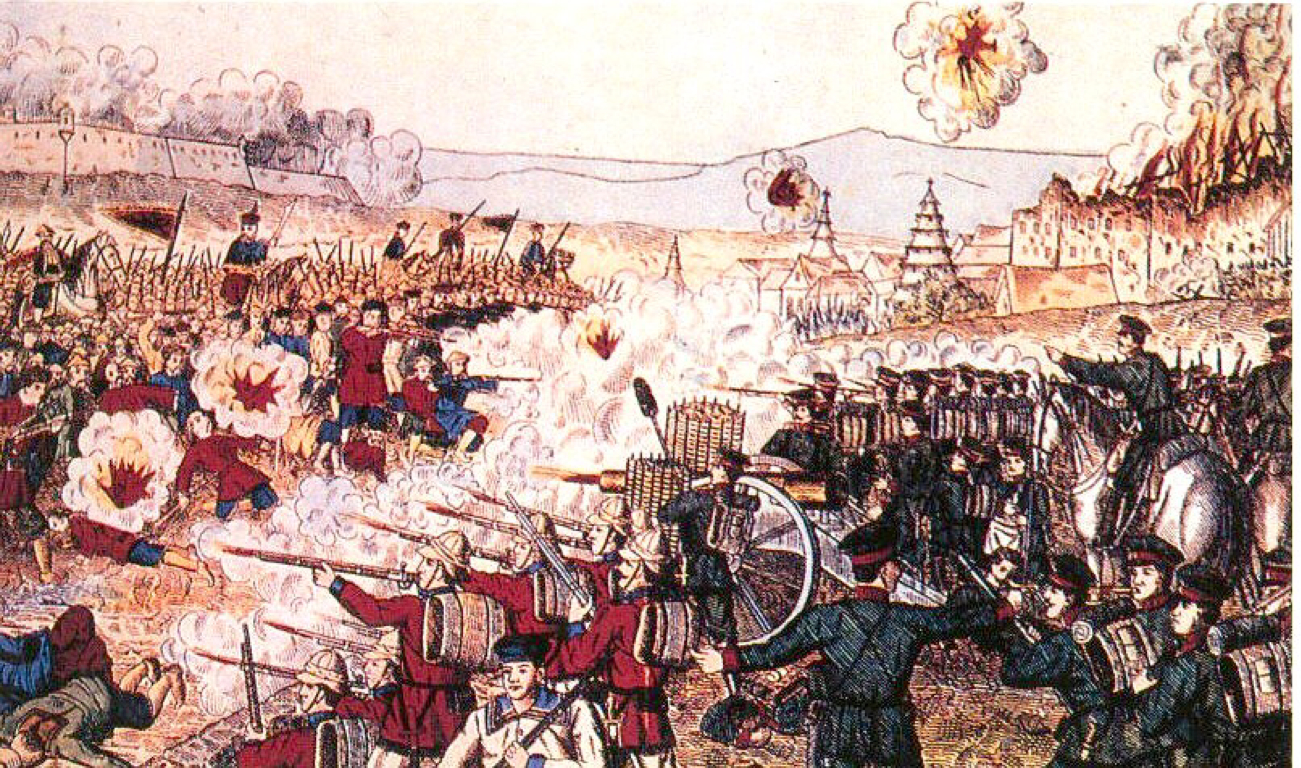
Batalha na Rebelião dos Boxers

Uma rebelião ou revolta é um processo político-militar em que um grupo de indivíduos decide não mais acatar ordens ou a autoridade de um poder constituído. Para haver uma rebelião, é preciso que antes haja necessariamente um poder contra o qual se rebelar. Em Política, as rebeliões são geralmente tratadas como contestações subversivas da ordem vigente, a princípio ilegítimas, e não ganham legitimidade até conseguirem derrotar o poder constituído.